# ブルース・ボウエン
ブルース･ボウエン（Bruce Bowen,Jr. , 1971年6月14日 - ）は、アメリカ合衆国カリフォルニア州マーセド出身の元バスケットボール選手。身長201cm、体重91kg。ポジションはスモール・フォワード。NBAのサンアントニオ・スパーズなどに所属していた。マークされた選手が嫌になるほど粘着質なディフェンスと、ひたすらオープンになるのを待ちコーナーからの3ポイントシュートを狙うというニッチな技術に特化した「職人」のような選手と評価される一方、リーグ史上屈指のダーティーな選手でもあった。2012年、ボウエンの12はスパーズの永久欠番となった。

## 経歴
カリフォルニア州立大学フラートン校で4年間プレーし、通算得点で大学歴代12位、通算リバウンドで同7位を記録、1992-93シーズン（4年生時）には大学が所属する地区の1stチームに選出されたが、NBAドラフトにはかからなかった。
1993年大学卒業後、プロ生活の始まりはフランスリーグのル・アーブルやエブルーブザンソンとCBAを行き来する。
フランス時代は1試合平均28点でオフェンスの要。ボウエンがおよそ21歳~22歳のときのプレーを当時12歳～14歳、フランス出身でエブルーを近くに住んでいた現サンアントニオ・スパーズの正PGのトニー・パーカー が見ていた。
1996-97シーズンにマイアミ・ヒートで、NBAデビューを果たすが、この年は1試合、1分の出場に止まった。
1997-98、1998-99シーズンはボストン・セルティックスに所属。ボストンでの1年目は60試合に出場し（先発9回）、1試合平均の出場時間も20分を超えたが、翌年はケガもあり30試合の出場、平均出場時間も16.5分に止まった。
1999-2000シーズンはフィラデルフィア・セブンティシクサーズの一員として開幕を迎え、42試合に出場するが、出場時間は平均7.4分と前年を更に下回り、2月16日にはシカゴ・ブルズへと放出され、2日後に解雇となった。しかし直後にマイアミ・ヒートと契約、ヘッドコーチのパット・ライリーに「オフェンスで成功するのは遅すぎるが(当時28歳)、リーグで長く活躍したいのなら、全力をあげてディフェンスを磨け。そして相手チームに恐れられるようなストッパーになれ。」とアドバイスを受け、過去の名だたるペリメーターディフェンダー(レイカーズのマイケル・クーパーや76ersのボビー・ジョーンズら)のビデオを見てディフェンスのテクニックを研究した。そのディフェンスに対する努力を認められ、パット・ライリーに見出され27試合に出場、平均21分のプレータイムが与えられ、46.6%と高確率な、コーナーからの3ポイントシュートとディフェンスはヒート及び彼自身の強力な武器となった。
2000-01シーズンは全82試合に出場、うち72試合で先発とレギュラーに定着し、オールディフェンシブ2ndチームに選出される活躍で、大黒柱のアロンゾ・モーニングを欠いたチームのプレーオフ進出に貢献した。
2001-02シーズンからはサンアントニオ・スパーズに加わり、ディフェンスの要として2003年、2005年、2007年の3度の優勝に大きく貢献した。
2008年3月ニューオーリンズ・ホーネッツのクリス・ポールへのファールで1試合の出場停止処分が下されるまで、500試合スターターでの連続出場記録をもつ、タフなフィジカルを持っていた。
しかし、2008-09シーズンは体力の衰えから全盛期のようなプレイができず、出場した80試合のうち僅か10試合しか先発出場しなかった。
シーズン後、カート・トーマス、ファブリシオ・オベルトと共にミルウォーキー・バックスへ放出されたが、バックスでのプレーを拒否したために、後日解雇された。
そして2009年9月3日、現役引退を発表した。引退会見で「きっと多くの人が喜んでると思うよ」と述べている。また、いままでに意図的にダーティーなプレーをしたのは2006年3月のシアトル・スーパーソニックス戦でレイ・アレンを蹴ったプレーだけだと述べた。そしてそのプレーのことをいまでも後悔していると語った。
11月からESPNでアナリストをしている。

## プレースタイルと評価
一言で言えば｢地味｣。ただし、地味でここまで有名で、なおかつ優勝リングを3つ持っているNBA選手は他にいない。粘り強いディフェンス技術で常に相手チームのエースにプレッシャーを与え続けてシュートバランスを崩させ、打ち急がせる。自分の満足な形、リズムでシュートを打たせない。派手にブロックショットを決めたり、スティールを決めたりするギャンブル的なプレーは滅多にしない。またフェイクにも引っかからず、オフボールでも執拗にマークマンにプレッシャーを与えつづける。ディナイディフェンス、ボールチェックなどありとあらゆる手法を用いる、ペリメーターディフェンスのスペシャリストである。また、日々ディフェンスの研究にも努めた。さらにディフェンスのスペシャリストだけあり、緊迫した試合でスーパースターをマッチアップするため、アンチスパーズファンからは特に忌み嫌われるようになった。
だがその一方で非常に有名なのが、年齢を重ね体力が衰えると共に時にはファウル紛いのダーティーなプレーをすることである。ジャンプシュートした選手の足元に足を入れ、着地時に足を捻らせるという行為は一見すると偶然に見えるが、あまりにもその頻度が多かったためもはや故意であると認識されていた。レイ・アレンやアマレ・スタウダマイアーなど相手選手や、2007年にはニューヨーク・ニックスヘッドコーチアイザイア・トーマスから非難を浴びた。ヴィンス・カーター、コービー・ブライアント、トレイシー・マグレディやその他大勢の選手が標的にされ、その後NBAリーグも調査に乗り出したが特に処罰は受けなかった。ただ悪評の高まりにより、レフリーは誰よりも厳しく監視するようになっていった。このことについて当時スパーズヘッドコーチのポポビッチは「毎試合相手のエースに張り付いているのだから仕方ない。きにするな。お前は変える必要はない」と擁護していた。
オフェンス面においてはコーナーからの3ポイントシュートに卓越しており、2002-03シーズンはリーグトップの成功率44.1%、2005-06シーズンはリーグ9位の42.4%を記録した。常にコーナーから決めるため、この位置を「ボウエンのフェイバリット・スポット」と呼ぶ事もある。
フリースローは苦手としており、相手チームがファウルゲームを狙うときには、真っ先に標的となる（「ハック・ア・シャック」ならぬ、「ブルーズ・ア・ブルース（Bruise-a-Bruce）」といわれている）。

## 個人成績

### NBAレギュラーシーズン
| シーズン | チーム | GP  | GS  | MPG  | FG%  | 3P%  | FT%  | RPG | APG | SPG | BPG | PPG |
| -------- | ------ | --- | --- | ---- | ---- | ---- | ---- | --- | --- | --- | --- | --- |
| 1996–97  | MIA    | 1   | 0   | 1.0  | .000 | .000 | .000 | .0  | .0  | .0  | 1.0 | .0  |
| 1997–98  | BOS    | 61  | 9   | 21.4 | .409 | .339 | .623 | 2.9 | 1.3 | 1.4 | .5  | 5.6 |
| 1998–99  | BOS    | 30  | 1   | 16.5 | .280 | .269 | .458 | 1.7 | .9  | .7  | .3  | 2.3 |
| 1999–00  | PHI    | 42  | 0   | 7.4  | .356 | .500 | .500 | .9  | .4  | .2  | .1  | 1.4 |
| 1999–00  | MIA    | 27  | 2   | 21.0 | .380 | .464 | .613 | 2.2 | .7  | .5  | .4  | 5.1 |
| 2000–01  | MIA    | 82  | 72  | 32.7 | .363 | .336 | .609 | 3.0 | 1.6 | 1.0 | .6  | 7.6 |
| 2001–02  | SAS    | 59  | 59  | 28.8 | .389 | .378 | .479 | 2.7 | 1.5 | 1.0 | .4  | 7.0 |
| 2002–03  | SAS    | 82  | 82  | 31.3 | .466 | .441 | .404 | 2.9 | 1.4 | .8  | .5  | 7.1 |
| 2003–04  | SAS    | 82  | 82  | 32.0 | .420 | .363 | .579 | 3.1 | 1.4 | 1.0 | .4  | 6.9 |
| 2004–05  | SAS    | 82  | 82  | 32.0 | .420 | .403 | .634 | 3.5 | 1.5 | .7  | .5  | 8.2 |
| 2005–06  | SAS    | 82  | 82  | 33.6 | .433 | .424 | .607 | 3.9 | 1.5 | 1.0 | .4  | 7.5 |
| 2006–07  | SAS    | 82  | 82  | 30.0 | .405 | .384 | .589 | 2.7 | 1.4 | .8  | .3  | 6.2 |
| 2007–08  | SAS    | 81  | 81  | 30.2 | .407 | .419 | .652 | 2.9 | 1.1 | .7  | .3  | 6.0 |
| 2008–09  | SAS    | 80  | 10  | 18.9 | .422 | .429 | .538 | 1.8 | .5  | .4  | .2  | 2.7 |
| Career   |        | 873 | 644 | 27.6 | .409 | .393 | .575 | 2.8 | 1.2 | .8  | .3  | 6.1 |

### プレーオフ
| シーズン | チーム | GP  | GS  | MPG  | FG%  | 3P%  | FT%   | RPG | APG | SPG | BPG | PPG |
| -------- | ------ | --- | --- | ---- | ---- | ---- | ----- | --- | --- | --- | --- | --- |
| 2000     | MIA    | 10  | 0   | 15.7 | .370 | .227 | .625  | 1.0 | .8  | .7  | .4  | 3.5 |
| 2001     | MIA    | 3   | 3   | 19.3 | .313 | .250 | .000  | .7  | .7  | .7  | .7  | 4.0 |
| 2002     | SAS    | 10  | 10  | 34.5 | .410 | .440 | .500  | 3.3 | 1.4 | 1.1 | .7  | 6.8 |
| 2003     | SAS    | 24  | 24  | 31.3 | .372 | .438 | .548  | 2.9 | 1.6 | .8  | .7  | 6.9 |
| 2004     | SAS    | 10  | 10  | 29.8 | .365 | .379 | .231  | 2.9 | 1.0 | .4  | .3  | 6.0 |
| 2005     | SAS    | 23  | 23  | 35.4 | .359 | .433 | .647  | 2.9 | 1.6 | .5  | .6  | 5.7 |
| 2006     | SAS    | 13  | 13  | 34.0 | .525 | .500 | .500  | 2.2 | 1.2 | .9  | .6  | 6.2 |
| 2007     | SAS    | 20  | 20  | 34.5 | .395 | .446 | .500  | 4.1 | 1.3 | 1.4 | .2  | 6.5 |
| 2008     | SAS    | 17  | 17  | 29.9 | .398 | .407 | .727  | 1.9 | 1.4 | .6  | .3  | 6.1 |
| 2009     | SAS    | 5   | 2   | 26.0 | .538 | .556 | 1.000 | 3.0 | .6  | .6  | .0  | 4.2 |
| Career   |        | 135 | 122 | 31.0 | .394 | .422 | .553  | 2.7 | 1.3 | .8  | .5  | 6.0 |

## タイトル
- NBAチャンピオン：2003,2005,2007
- オールディフェンシブ
  - 1stチーム：2004,2005,2006,2007,2008
  - 2ndチーム：2001,2002,2003
- 3ポイントシュート成功率1位：2002-03

## その他
- 恵まれない子供たちのための奨学金を援助するブルース・ボウエン基金を設立、運営し、また、出身地のフレズノで子供たちに無償でバスケットボールを教えるキャンプを開催するなど、慈善事業にも積極的に参加している。
- 自身のキャリアを終えた後は高校でバスケットボールを教える教師になりたい、と語っている。
- NFLのダラス・カウボーイズの大ファンである。
- 2004年夏に結婚し2005年に長男が誕生した。
- 子供の頃憧れた選手はディフェンスの上手いマイケル・クーパーだった。
- 2002年以降から2007年まで全試合に出場している。連続出場試合数は36歳にして現役選手1位でありまさに鉄人といわれている。
- 悪評とはうらはらに、スパーズファンや、選手仲間にはリーグでもっともフレンドリーで親しみやすいプレーヤーのひとりとして知られており、積極的にファンと交流していた。如何なる時もサインを拒まなかったという。そのなかの一つのエピソードとして、2006年練習後、翌日の試合のためにフェニックスへ移動としようと空港へ向かうことになった。空港へのバスに乗り込む際、彼らはサインを応じていたが、その日のファンの数はいっそう多く、ほとんどのファンはサインをもらうことができなかった。ボウエンは時間ぎりぎりまで外にいて子供たちにサインし続けた。いったん、バスに乗り込むが、ヘッドコーチのグレック・ポポビッチに少しフライトを遅くできないかと尋ね、プライベートジェット機の出発時間を30分遅らせるように手配した。こうしてボウエンはチームメイトとポポビッチをバスから降ろし、サインや記念写真に応じた。という。
- NBA入り直後の私服がラフなトニー・パーカーにファンの前ではそれではいけないとスーツやシャツをどこで買うのかなどを手ほどきをしたり、新人選手にとても慕われている。

## 脚註
1. ↑  Bowen retires from NBA